# Lipova (Servië)
Lipova (Servisch cyrillisch Липова) is een plaats in de Servische gemeente Vrnjačka Banja. De plaats telt 955 inwoners (2002).